# 卡馬羅內斯 (智利)
19°1′S 69°52′W / 19.017°S 69.867°W

卡馬羅內斯（西班牙語：Camarones），是智利的城市，位於該國北部阿里卡和帕里納科塔大區的阿里卡省，距離首府阿里卡114公里，面積3,927平方公里，海拔高度932米，2012年人口606人，人口密度每平方公里0.15人。